# City of Glen Eira
City of Glen Eira – obszar samorządu lokalnego (ang. local government area), położony w południowo-wschodniej części aglomeracja Melbourne. Glen Eira powstało w 1994 roku z połączenia City of Caulfield oraz części City of Moorabbin. Obszar ten zamieszkuje 124 083 osób. Żyje tu duża społeczność żydowska. 

## Dzielnice

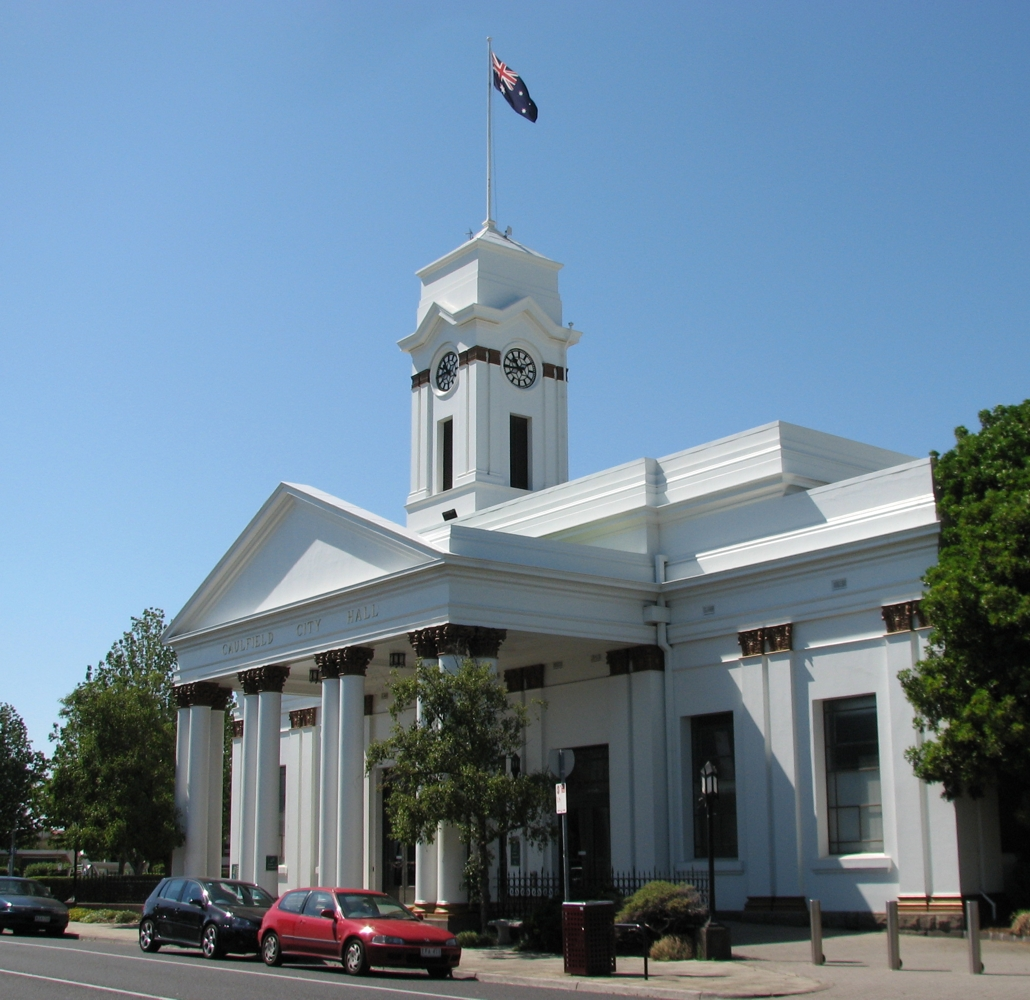
Glen Eira Town Hall w Caulfield

- Bentleigh
- Bentleigh East
- Caulfield
- Caulfield East
- Caulfield North
- Caulfield South
- Carnegie
- Elsternwick
- Gardenvale
- Glen Huntly
- McKinnon
- Murrumbeena
- Ormond
- St Kilda East